# Айдо-Хведо
А́йдо-Хве́до — архаїчне божество міфології дагомейців (фон).
Згідно з міфами, Айдо-Хведо з'явилась першою, раніше за небо та землю. Вона створила поверхню землі. Живе в морі. Коли рухається, то виникає землетрус, коли піднімається над водою — на небі з'являться веселка. Її символ — змія, яка звернулась колом та закусила собі хвоста. Ця змія тримає на собі землю.
Культ Айдо-Хведо, як міфічного предка правлячого клану більш всього був розвинений в місті Віда, де існувало її святилище. В храмі зміям боа жерці здійснювали жертвоприношення. Пізніше Айдо-Хведо була включена до пантеону Беніну, який очолювався Маву-Лізою.